# Knout
Le knout (кнут en russe) désigne le fouet utilisé dans l'Empire russe pour flageller les criminels et délinquants politiques. Par métonymie, il désigne également le supplice (« donner le knout »). Figurativement, le knout désigne une situation tyrannique (« vivre sous le knout »).

## En Russie
Le knout, peut-être d’origine tatare, apparaît en Russie au XVe siècle, sous le règne d’Ivan III, grand-duc de Moscou (1462-1505). Certains font venir le mot des Varègues, lui donnant pour origine le mot suédois knutpiska, sorte de fouet à nœuds. D’autres lui donnent une origine germanique (voir l’allemand Knute, le néerlandais Knoet, l’angle cnotta, l’anglais knot).
Les knouts russes sont faits de différentes manières :
- soit il s’agit d’un fouet long de 40 cm, avec un manche de 25 cm ; une seconde lanière lui est reliée par un anneau de métal ; à la seconde lanière sont attachées, également par un anneau, plusieurs autres lanières plus courtes se terminant par des crochets en forme de bec ;
- soit ils sont faits de plusieurs lanières de cuirs tressées avec du fil, dont les extrémités sont laissées libres, comme pour un chat à neuf queues ;
- la variante dite grand knout est faite d’un manche de 60 cm, avec une lanière de cuir longue d’un mètre vingt, reliée par un anneau de laiton ou de cuivre à une autre large bande, longue de 60 cm, et se terminant par un nœud ; il était imbibé de lait et séché au soleil pour le rendre plus dur.

En Russie, le knout servait à fouetter, comme châtiment corporel des criminels et des opposants politiques. Pierre le Grand est traditionnellement accusé d'avoir donné le knout à son fils Alexis. Sans que l'on sache s'il l'a fait lui-même, il est acquis que le garçon a été battu à mort.
Les différentes polices politiques utilisèrent parfois le principe « au délateur le premier knout » pour limiter le nombre de fausses délations. Celui qui venait dénoncer un autre recevait ainsi un coup de knout pour s'assurer la véracité de ses dires.
Le condamné est attaché et reçoit le knout sur le dos. Une condamnation à cent ou cent-vingt coups de knout était équivalente à la peine de mort. Mais peu de condamnés survivaient jusqu’à la fin de la peine : une vingtaine de coups suffisaient à mutiler ; avec le grand knout, vingt coups pouvaient suffire à tuer.
Le bourreau était habituellement un criminel qui avait suivi une période de probation et une formation, et qui avait bénéficié d’une réduction de peine pour ses services de torture.

### Supplice du knout

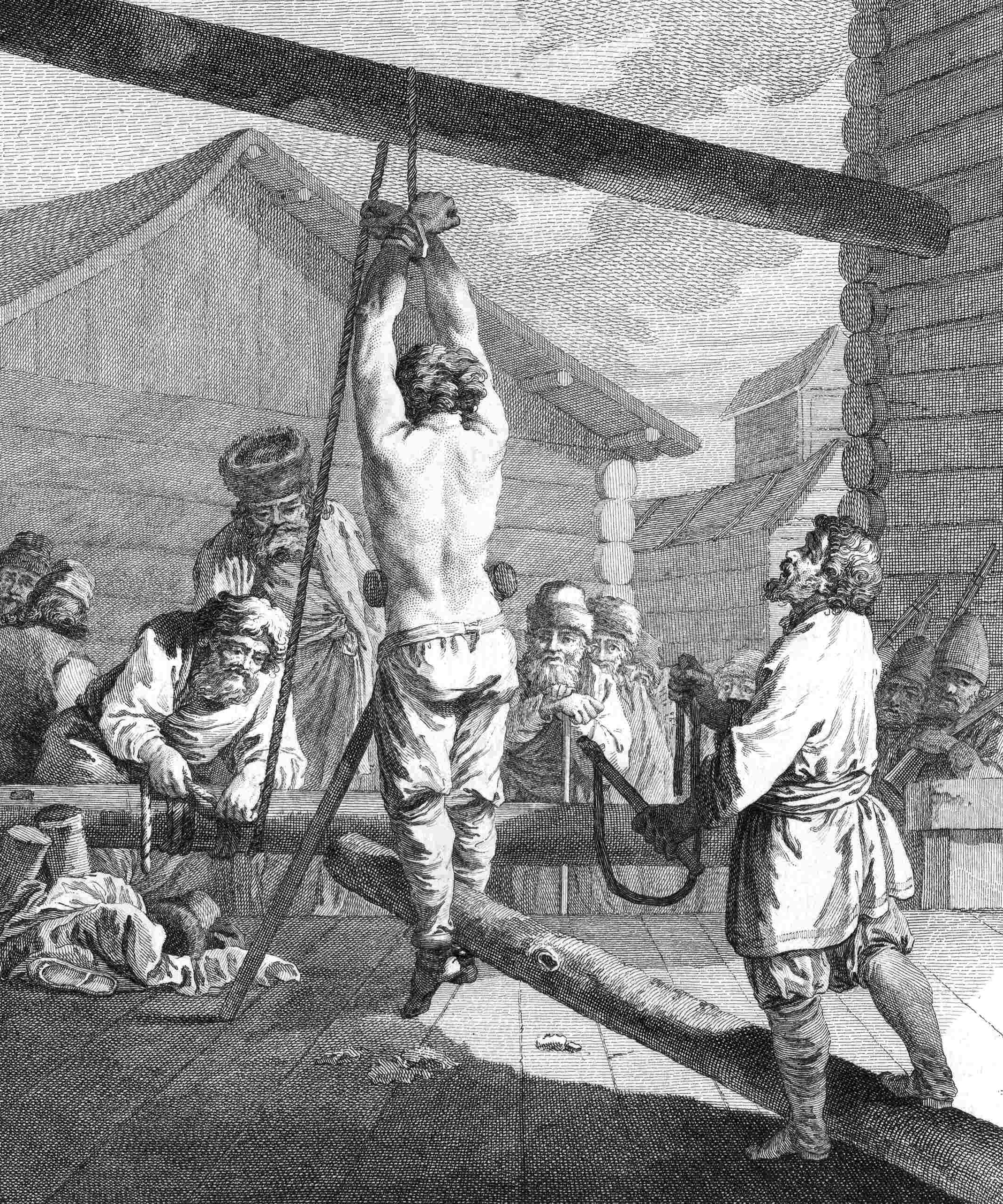
Le grand knout

Le condamné est dénudé jusqu'à la ceinture et attaché à un poteau ou tenu par un aide. Les coups de knouts sont donnés, chaque coup arrachant la peau et la chair, depuis le cou jusqu'à la ceinture.

### Supplice du grand knout
Le condamné est suspendu par les poignets à une potence, et une lourde poutre est passée entre ses pieds liés ensemble, afin de lui disloquer tous les membres. Le knout utilisé peut avoir une lanière plus grande pour tenir compte des circonstances.

### Disparition
En 1845, Nicolas Ier abolit le knout, et lui substitue le fouet à trois lanières, qui pouvaient se terminer par des boules de fil.
Bien que cette suppression ait été ostensible, le knout a été conservé dans le Code pénal, et utilisé en Sibérie, ajoutant une cruauté supplémentaire au bagne à vie des condamnés.

## Autres usages
En Europe occidentale, cet instrument est devenu synonyme de la tyrannie du gouvernement autocratique de l'Empire russe, tout comme le Sjambok l’a été pour le régime d’apartheid en Afrique du Sud, ou le lynchage aux États-Unis.